# Serranía de Macuira
La serranía de Macuira est une chaîne montagneuse située en Colombie, dans la péninsule de Guajira.

## Géographie
La serranía de Macuira est située au cœur du désert de La Guajira, dans la municipalité d'Uribia. Elle mesure environ 35 km de long sur 10 km de large, à environ 10 km de la mer des Caraïbes.
Son point culminant est le Cerro Paluou (864 mètres). Un autre pic notable est le Cerro de Jibome (753 mètres).